# Коллоредо, Рудольф Йозеф фон

Герб Коллоредо-Вальдзее

Граф Рудольф Йозеф фон Коллоредо-Вальдзее (нем. Rudolph Joseph von Colloredo; 6 июля 1706, Прага, Земли Чешской короны — 1 ноября 1788, Вена) — государственный деятель, вице-канцлер Священной Римской империи, имперский князь Коллоредо (с 1763) .

## Биография
Представитель древнего австрийского баронско-графско-княжеского рода. Старший сын имперского губернатора Ломбардии графа Иеронима фон Коллоредо-Вальдзее. Матерью была Йоханна Каролина, дочь австрийского государственного министра Венцеля Норберта графа Кински фон Вхиница и Теттау.
Образование получил в Милане, Праге и Вене. При поддержке своего тестя Коллоредо-Вальдзее сделал быструю карьеру на имперской службе. Уже в 22 года стал надворным советником. С 1731 по 1734 год был посланником Чешского королевства в Вечном Рейхстаге в Регенсбурге. Также был имперским посланником при различных князьях империи и полномочным министром в имперских округах и уполномоченным по выборам епископов в Аугсбурге.
С 1735 г. — тайный советник, а с 1737 г. — заместитель рейхсканцлера. После его смерти в 1740 году заведовал делами Императорской придворной канцелярии. Императрица Священной Римской империи Мария Терезия поручила ему убедить избирателей проголосовать за её мужа Франца Стефана на предстоящих имперских выборах.
После восшествия на престол императора Карла VII ушёл в отставку, но оставался послом на австрийской службе.
В 1745 году, после преждевременной смерти императора, Коллоредо-Вальдзее подписал мирный договор между Баварией и Австрией от имени Австрии. Когда был избран император Франц I Стефан, Коллоредо присутствовал как представитель электората Богемии. После избрания император назначил его имперским вице-канцлером. При Иосифе II Коллоредо потерял влияние, император также пытался внести изменения в дела канцелярии императорского двора.
В 1763 г. возведён в княжеское достоинство.
В браке с Марией Габриэлой имел 18 детей. Его сыновья Франц де Паула Гундакер I  (1731—1808), политик, государственный и дипломатический деятель,  граф Иосиф-Мария фон Коллоредо-Вальзее (1738—1822), участвовал в Семилетней войне, после которой внёс много преобразований в австрийских войсках, в 1808 г. стал фельдмаршалом. Ещё один сын граф  Йозеф-Мария Коллоредо тоже был фельдмаршалом.